# Matúš Jorík
Matúš Jorík (* 11. září 1993, Myjava) je slovenský fotbalový útočník, od března 2014 působící v TJ Spartak Myjava.

## Fotbalová kariéra
Svou fotbalovou kariéru začal v TJ Spartak Myjava. Mezi jeho další angažmá patří: ASK Kottingbrunn a MFK Vrbové